# Черемшанка (Алтайський район)
Черемша́нка (рос. Черемшанка) — селище у складі Алтайського району Алтайського краю, Росія. Входить до складу Пролетарської сільської ради.

## Населення
Населення — 2 особи (2010; 8 у 2002).
Національний склад (станом на 2002 рік):
- росіяни — 100 %